# HD 45995
HD 45995 è una stella bianco-azzurra nella sequenza principale di magnitudine 6,14 situata nella costellazione dell'Unicorno. Dista 5528 anni luce dal sistema solare.

## Osservazione

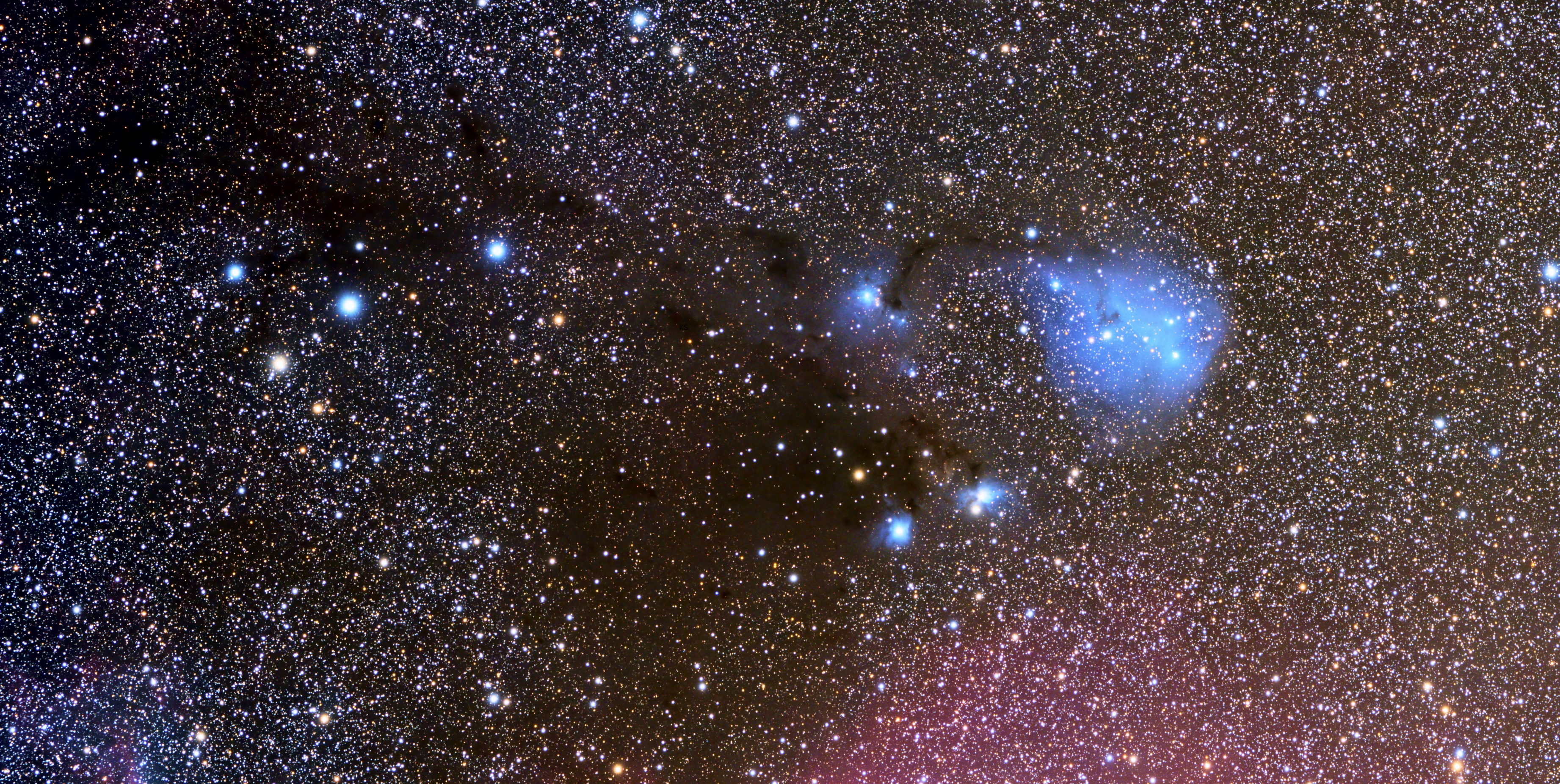
Tra le quattro stelle più brillanti visibili sulla sinistra del complesso nebuloso molecolare di Monoceros R1, HD 45995 è la prima da destra.

Si tratta di una stella situata nell'emisfero celeste boreale; grazie alla sua posizione non fortemente boreale, può essere osservata dalla gran parte delle regioni della Terra, sebbene gli osservatori dell'emisfero nord siano più avvantaggiati. Nei pressi del circolo polare artico appare circumpolare, mentre resta sempre invisibile solo in prossimità dell'Antartide. Essendo di magnitudine pari a 6,1, non è osservabile ad occhio nudo; per poterla scorgere è sufficiente comunque anche un binocolo di piccole dimensioni, a patto di avere a disposizione un cielo buio.
Il periodo migliore per la sua osservazione nel cielo serale ricade nei mesi compresi fra dicembre e maggio; da entrambi gli emisferi il periodo di visibilità rimane indicativamente lo stesso, grazie alla posizione della stella non lontana dall'equatore celeste.